# グッドナイト&グッドラック
『グッドナイト&グッドラック』（Good Night, and Good Luck）は、2005年公開のアメリカ映画。

## 概要
「赤狩り」の猛威が吹き荒れる1950年代のアメリカを舞台に、実在したニュースキャスターであるエドワード・R・マローとCBSの番組スタッフが、真実の報道のために「マッカーシズム」に立ち向かう姿を描いたノンフィクションドラマ。
製作会社はワーナー・インディペンデントで、監督・脚本・出演はジョージ・クルーニー。主演はデヴィッド・ストラザーン。全編モノクロである。なお、タイトルは「See it Now」エンディングでのマローの挨拶「Everybody, good night and good luck」（皆さん、おやすみなさい、幸運を。）にちなむ。
第62回ヴェネツィア国際映画祭コンペティション部門正式出品、男優賞（デヴィッド・ストラザーン）と脚本賞を受賞。2006年の第78回アカデミー賞では6部門（作品賞・監督賞・主演男優賞・脚本賞・撮影賞・美術賞）でノミネートされた。またサウンドトラックでダイアン・リーヴスが第48回グラミー賞ベスト・ジャズ・ヴォーカル賞を受賞した。
日本公開は2006年4月29日よりTOHOシネマズ六本木ヒルズで先行ロードショー、5月13日より全国のTOHOシネマズ他にて拡大公開された。
2025年にはジョージ・クルーニー主演でブロードウェイで舞台化された。

## ストーリー
1958年10月15日、シカゴ。テレビ、ラジオの報道担当者協会（RTNDA）年次総会に集まった報道番組の責任者たちを前にジャーナリストであるエドワード・R・マローの記念講演がはじまる。舞台は過去へ遡る。
1950年代の冷戦下のアメリカ。ジョセフ・マッカーシー上院議員が中心になって推し進める赤狩り（「マッカーシズム」）が吹き荒れるなか、法的な手続きを無視して「共産主義者｣の排除を推し進めようとするだけでなく、自分の意にそぐわないものを「共産主義者」と決めつけ攻撃するマッカーシーの手法に対して疑問をもつ良識的なアメリカ人も多かったが、誰もが自分自身が標的にされることを恐れ、マッカーシーの手法を表面だって批判する者はいなかった。
しかしそのような風潮の中で、エドワード・R・マローとそのスタッフ達は、マロー自らがホストを務める「See it Now」の番組中で、ミシガン州空軍予備役のマイロ・ラドゥロヴィッチ中尉が、「父親と妹が共産主義者だという内部告発があった」というだけの理由で、空軍からの除隊勧告を受けたことに対し異議を申し立てる。さらに次々とマッカーシー上院議員を批判する材料を取り上げる一同に対し、新聞記事もその姿勢に賛否両論を示す。政府やスポンサー、視聴率の問題など、経営者側は政治的・時事的な番組制作に懸念を持つが、番組は1954年のマッカーシー上院議員に対する議会の譴責決議採択の引き金となった。
最後は再び1958年に場面が戻る。後々まで語り継がれる有名なスピーチを、マローはテレビを配線と真空管の詰まった箱にしてはいけないと結び、グッドナイト&グッドラック、でスピーチを終える。

## キャスト
※（）は日本語吹き替え

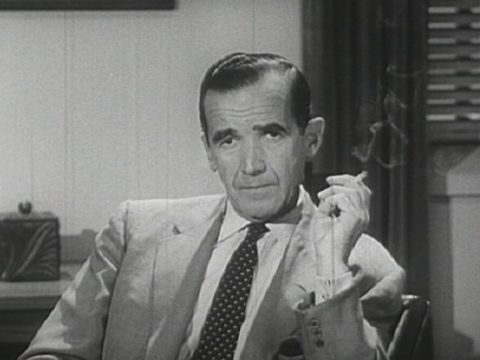
エドワード・R・マロー

- エドワード・R・マロー - デヴィッド・ストラザーン（小林清志）
- フレッド・フレンドリー（英語版） - ジョージ・クルーニー（小山力也）
- ジョー・ワーシュバ（英語版） - ロバート・ダウニー・Jr（宮内敦士）
- シャーリー・ワーシュバ - パトリシア・クラークソン（林佳代子）
- ウィリアム・ペイリー（英語版） - フランク・ランジェラ（村松康雄）
- シグ・ミッケルソン（英語版） - ジェフ・ダニエルズ（谷昌樹）
- ドン・ホレンベック（英語版） - レイ・ワイズ（石波義人）
- ナタリー - アレックス・ボースタイン
- 本人 - ジョセフ・マッカーシー（アーカイブ出演）（土師孝也）